# إيلا كبكابو
إيلا كبكابو أحد الملوك الذين ورد ذكرهم في قائمة ملوك آشور. وظهر اسمه الذي يعد من الأسماء الأمورية مرتين في القائمة: 
- كونه أحد الملوك الآشوريين الذين حكموا خلال الفترة التاريخية التي تعرف بالعصر البرونزي خلال فترة قريبة من سنة 2000 ق.م. وهم الملوك الذين عرفوا بـ«ملوك الأسلاف»، جنباً إلى جنب مع والده يزكور أيلو، وابنه، أمينو.
- وكونه أيضاً والد لملك آشوري آخر هو شمشي-أدد الذي حكم في الفترة (1809 – 1776 ق.م)، ومع ذلك، لم يرث شمشي-أدد الأول العرش الآشوري من إيلا كبكابو. حيث والده إيلا كبكابو لم يكن ملكا على الآشوريين وانما كان فاتحا اموريا، وملكاً على مدينة تيرقا (في سوريا) التابعة لمملكة ماري. ووفقاً لسجلات مملكة ماري، فأن إيلا كبكابو حكم تقريباً خلال القرن ال18 قبل الميلاد،

حيث حكم أيلا كبكابو (1854-1838 ق.م) وعاصر حكم الملك الآشوري بوزور-آشور الثاني (1874-1848 ق.م) الذي سعى لمد نفوذه باتجاه مملكة ماري من خلال قيامه بتقديم الدعم والمساعدة للزعيم الأموري أيلا كبكابو، والذي تمكن من بسط سيطرته على بعض الأراضي والمدن التابعة لمملكة ماري، ولقب نفسه بـ«الملك» واتخذ من مدينة تيرقا مقراً رئيسياً لحكمه 
وعندما تولى عرش مملكة آشور الملك نرام-سين (1847-1838 ق.م)، كانت العلاقات متفاوتة بين «أيلا كباكبو» وملك ماري الجديد يجد ليم (1840-1826 ق.م) بين السلم والحرب فسعى الطرفان لإزالة التوتر بينهما عندما عقدا معاهدة سلام مقسمين بحياة الآلهة، ولكن تعارضت حسابات الطرفين من جديد بعدما قدم الملك الآشوري «نرام-سين» دعمه الكامل لـ «أيلا كبكبو» مما أدى إلى نشوب النزاع بينهما مرةً أخرى حيث تشير النصوص المسمارية إلى ان الملك «يجد-ليم» قد خرق نصوص المعاهدة وشن الحرب ضد «أيلا كباكبو» وأزاحهُ عن مدينة تيرقا
ولكن «أيلا كباكبو» قد نجح باستعادة مدينة «تيرقا»، بمساعدة الجيش الآشوري واصبحت مستقلة من جديد، ثم عاد الملكان «أيلا كباكبو» و«يجد-لم» مرةً أخرى وعقدوا معاهدة سلام جديدة مقسمين فيها بعدم الاعتداء على بعض.وبعد أن توفي «أيلا كباكبو» أعقبه في الحكم أبنه شمشي-أدد الأول (1836-1818 ق.م)، الذي تمكن فيما بعد من بسط سيطرته الكاملة على مملكة آشور، بعد أن نجح في ازاحة الملك الآشوري «إيريشوم الثاني» عن عرش آشور عام (1813 ق.م)، وتقويض سيطرة ملك ماري «يجد-ليم» على كافة المناطق الغربية لآشور بعد سلسة معارك طاحنة.

## شخص أم شخصين
إن ظهور اسم إيلا كباكبو مرتين في مكانين مختلفين من القائمة، بكتابة أسمه فقط في فترة «ملوك الأسلاف»، وورود كذلك في كثير من الأحيان في قائمة الأجداد لشمشي-أدد
يرى بعض الباحثين على أن النموذج الأصلي من قائمة الملوك الآشوريين كانت مكتوبة بصورة مختلفة حتى دخول شمشي-أدد على الخط، محاولة منه لاضفاء صفة الحاكم الشرعي على دولة مدينة آشور، وقيامه باقحام سوابق غير الآشورية من خلال دمج أسلافه في علم الأنساب الآشوري الأصلي. ووفقا لهذا التفسير، فأن كلا الاسمين قد يشير إلى نفس الرجل، والد شمشي-أدد، والذي من الممكن أن يكون قد حرف في القائمة والقيام بدس اسم والده في القائمة.
ولكن باحثين آخرين يرون من الممكن أيضاً، أن تكون القائمة تشير إلى إسمين لشخصيتين مختلفتين بصورة واضحة، الأول كان موجوداً في الفترة المعروفين بملوك الأسلاف والثاني هو لشخصية أمورية وهو والد الملك شمشي-أدد الأول.

## وصلات خارجية
علاقة مملكة اشور وماري- المرجع الإلكتروني للمعلوماتية